# Bombus ephippiatus
Bombus ephippiatus (saknar svenskt namn) är en insekt i överfamiljen bin (Apoidea) och släktet humlor (Bombus) som finns i södra Nordamerika och Centralamerika. 

## Beskrivning

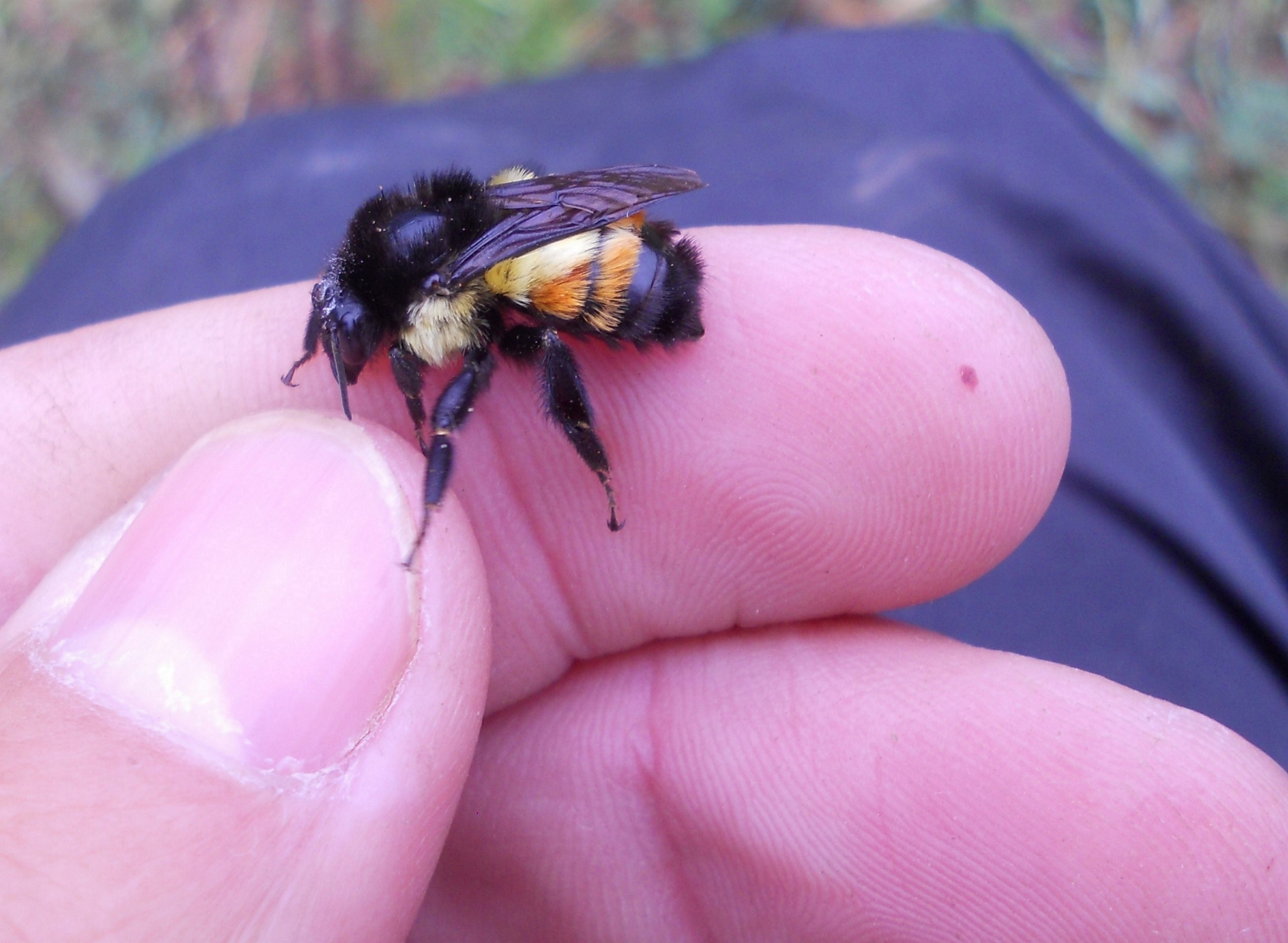
Bombus ephippiatus (Guatemala)

Bombus ephippiatus har en mycket växlande färgteckning, så växlande att det har framkastas att den kanske bör delas upp i flera underarter eller rent av arter. Gemensamt för alla färgformerna är emellertid att de framtill på bakkroppen har ett stort, sadelformat område med blekt (i undantagsfall klargult) mittparti och klart färgade sidor i rött, orange, brunaktigt, blekgult och/eller svart (ephippiatus kommer av grekiskans ephippion, sadel). Andra och tredje bakkroppssegmenten (räknat framifrån) är antingen svarta eller röda (med undantag för det ljusa mittpartiet). Även mellankroppens sidor är klart färgade, medan ovandelen är svart hos arbetarna. De yttersta bakkroppssegmenten är vita.

## Ekologi
Humlan lever på höjder upp till 3 600 m i blandskog med tall och ek samt fuktiga bergsskogar, och är en av de vanligaste humlorna i Mexiko och Centralamerika. Som alla humlor lever den främst av nektar och pollen, men den har även iakttagits på as, fågelspillning samt mänsklig urin och avföring.
Arten är polylektisk, den flyger till blommande växter från många olika familjer, och är aktiv året om.
Bombus ephippiatus är en viktig pollinatör av många ekonomiskt betydande grödor, som tomat och aubergine. Den används kommersiellt för detta ändamål, och det förekommer att vilda, befruktade drottningar samlas in för att överföras till växthus, något som ses som ett potentiellt hot mot arten. Forskare har därför rekommenderat att arten uppföds för pollineringsändamål (något som redan har påbörjats i Mexiko) i stället för att vilda humlor samlas in.

## Utbredning
Arten finns i södra Nordamerika och Centralamerika, från Mexiko (delstaterna Chihuahua, Colima, Distrito Federal, Durango, Guanajuato, Hidalgo, México, Nuevo León, Querétaro de Arteaga, Zacatecas, Chiapas, Guerrero, Jalisco, Michoacán de Ocampo, Morelos, Nayarit, Oaxaca, Puebla, San Luis Potosi, Sinaloa, Tabasco, Tamaulipas, Tlaxcala och Veracruz), över Guatemala, El Salvador och Honduras till Costa Rica och Panama. Uppgifter finns även att den skulle förekomma i Ecuador och Colombia.

## Status
Bombus ephippiatus har en stabil utbredning, och som art minskar den inte, även om insamlingen för kommersiella ändåmål har väckt bekymmer. Åtminstone en av färgformerna under "Beskrivning" ovan, av vissa betraktade som underarter/arter, har emellertid minskat påtagligt under perioden 2005 till 2014. Internationellt är arten klassificerad som livskraftig ("LC").